# Vinaya Pitaka

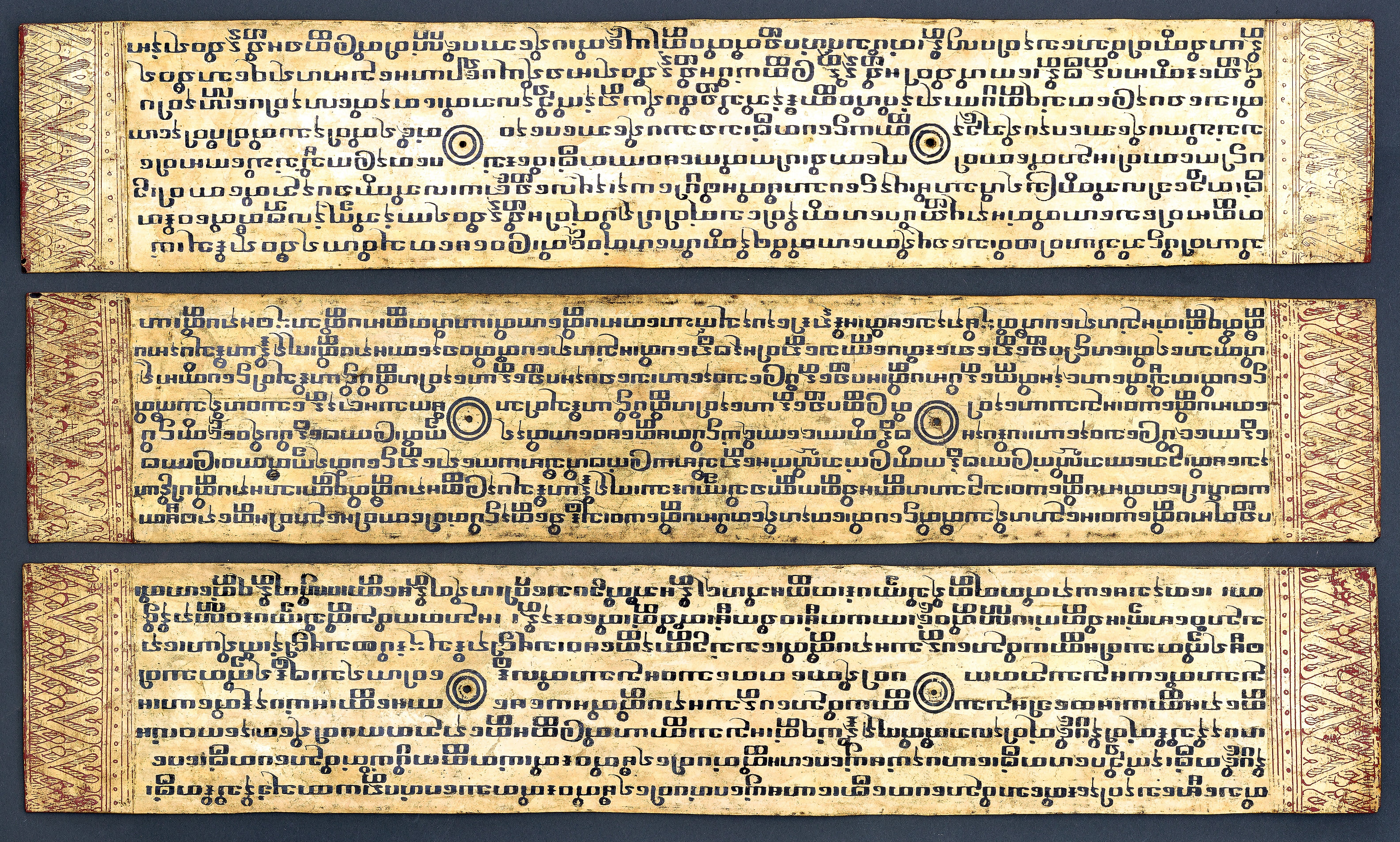
Manuscrito del Vinaya Pitaka. Madera lacada y dorada, hojas de palma doradas. Myanmar, 1856. Palacio Madama, Turín.

Vinaya Pitaka es la primera división del Tipitaka o Canon Pali, la cual constituye el soporte de la vida monástica del Sangha.
Incluye las reglas que regulan la vida de monjes (bhikkhus) y monjas (bhikkhunis) pero también contiene los procedimientos de convivencia y las convenciones de etiqueta orientadas al logro de una vida armoniosa tanto entre los miembros de la vida monástica entre sí, como entre ellos y sus seguidores laicos.  
Cuando Buda Gautama estableció el Sangha, la vida comunitaria inicialmente no presentaba dificultad alguna, pues la comunidad monástica estaba compuesta mayormente por los arhats, cuya vida transcurría en una perfecta armonía sin necesidad de reglas algunas. Sin embargo, a medida que la comunidad de los monjes y las monjas iba creciendo, empezaron a surgir los inevitables roces y conflictos, que originaron a su vez, la necesidad del establecimiento de determinadas reglas de conducta. Cada vez que aparecía algún caso de comportamiento poco saludable dentro del Sangha, Buda Gautama establecía una determinada regla con su respectivo castigo o retribución punitiva.  
Para comprender adecuadamente esta serie de reglas, que al lector occidental moderno pueden parecer, a veces, anticuadas e irrelevantes, vale la pena tener en cuenta que el Buda mismo denominó su Camino espiritual por él fundado, como "Dhamma-Vinaya", es decir, Doctrina y Disciplina, dando a entender que el Vinaya era una parte integral de esta práctica, y que se le asignaba un rol fundamental e indispensable para el Dharma. Por otro lado, todas estas reglas serían incomprensibles, inadecuadas y obsoletas sin la luz de la Doctrina o el Dharma. En otras palabras, Dharma y Vinaya, constituyen dos elementos inseparables dentro de la doctrina y práctica budistas. De este modo, hasta los seguidores laicos encuentran en estas reglas y en las historias que justifican su aparición, una interesante fuente de inspiración para su practica y profundas enseñanzas sobre el valor de la verdadera renuncia y de la vida completamente entregada a la realización del Dharma, que es la meta última de la práctica budista.  

## Partes
Vinaya Pitaka se divide en las siguientes partes:   

### Suttavibhanga
Reglas básicas de conducta (Patimokkha) de los bhikkhus y las bhikkhunis con sus respectivas historias que cuentan las circunstancias en las cuales el Buda estableció a cada una de estas reglas monásticas.

### Mahavagga
Esta sección es una adición a la reglas de conducta y de etiqueta del Sangha que consiste en una serie de importantes enseñanzas, cuyo estilo se asemeja al de los sutras. Entre dichas enseñanzas, se encuentran los relatos de los acontecimientos que siguieron inmediatamente el Despertar del Buda, sus primeros sermones al grupo de los cinco monjes y las historias sobre cómo algunos de los grandes discípulos del Buda se unieron al Sangha y alcanzaron así también su propio Despertar.

### Cullavagga
Una elaboración de las etiquetas y obligaciones de los bhikkhus, como también las reglas y procedimientos relacionados con las ofensas que podrían ser cometidas dentro del Sangha.

### Parivara
Es una recapitulación de las secciones anteriores del Vinaya, con resúmenes de las reglas clasificadas y vueltas a clasificar, según los diferentes criterios, con fines mnemotécnicos y didácticos.